# Phanogomphus descriptus
Phanogomphus descriptus is een echte libel uit de familie van de rombouten (Gomphidae).
De wetenschappelijke naam van de soort werd in 1896 als Gomphus descriptus gepubliceerd door Nathan Banks.

## Synoniemen
- Gomphus argus Needham, 1943
- Gomphus mortimer Needham, 1943